# Abarema
Abarema – rodzaj roślin z rodziny bobowatych (Fabaceae). Obejmuje 45 gatunków występujących w Eurazji i Afryce oraz w tropikalnej Ameryce (amerykańskie gatunki dawniej były wyodrębniane w rodzaj Klugiodendron). Cechą szczególną jest występowanie na tej samej roślinie i jednym kwiatostanie kwiatów z 1 i 2 zalążniami.

## Systematyka
Pozycja systematyczna według APweb (aktualizowany system APG III z 2009)
Rodzaj tradycyjnie zaliczany do plemienia Ingeae z podrodziny mimozowych Mimosoideae z rodziny bobowatych (Fabaceae). W 2017 mimozowe umieszczone zostały w podrodzinie brezylkowych Caesalpinioideae.
Wykaz gatunków
- Abarema abbottii (Rose & Leonard) Barneby & J.W.
- Abarema acreana (J.F.Macbr.) L.Rico
- Abarema adenophora (Ducke) Barneby & J.W. Grimes
- Abarema adenophorum (Ducke) Barneby & J.W.Grimes
- Abarema agropecuaria Barneby & J.W.Grimes
- Abarema alexandri (Urb.) Barneby & J.W.Grimes
- Abarema asplenifolia (Griseb.) Barneby & J.W.Grimes
- Abarema auriculata (Benth.) Barneby & J.W.Grimes
- Abarema barbouriana (Standl.) Barneby & J.W.Grimes
- Abarema brachystachya (DC.) Barneby & J.W.Grimes
- Abarema callejasii Barneby & J.W.Grimes
- Abarema campestris (Benth.) Barneby & J.W.Grimes
- Abarema centiflora Barneby & J.W.Grimes
- Abarema cochleata (Willd.) Barneby & J.W.Grimes
- Abarema cochliocarpos (Gomes) Barneby & J.W.Grimes
- Abarema commutata Barneby & J.W.Grimes
- Abarema curvicarpa (H.S.Irwin) Barneby & J.W.Grime
- Abarema cyclosperma (DC.) Kosterm.
- Abarema ferruginea (Benth.) Pittier
- Abarema filamentosa (Benth.) Pittier
- Abarema floribunda (Benth.) Barneby & J.W.Grimes
- Abarema gallorum Barneby & J.W.Grimes
- Abarema ganymedea Barneby & J.W.Grimes
- Abarema glauca (Urb.) Barneby & J.W.Grimes
- Abarema idiopoda (S.F.Blake) Barneby & J.W.Grime
- Abarema josephi Barneby & J.W.Grimes
- Abarema jupunba (Willd.) Britton & Killip
- Abarema killipii (Britton & Killip) Barneby & J.
- Abarema laeta (Benth.) Barneby & J.W. Grimes
- Abarema langsdorffii (Benth.) Barneby & J.W. Grimes
- Abarema langsdorfii Benth.
- Abarema lehmannii (Britton & Killip) Barneby & J.
- Abarema leucophylla (Benth.) Barneby & J.W.Grimes
- Abarema levelii (Cowan) Barneby & J.W.Grimes
- Abarema longipedunculata (H.S.Irwin) Barneby & J.W.Grime
- Abarema lovellae (Bailey) Kosterm.
- Abarema macradenia (Pittier) Barneby & J.W.Grimes
- Abarema mataybifolia (Sandwith) Barneby & J.W. Grimes
- Abarema microcaly (Benth.) Barneby & J.W.Grimes
- Abarema muellerana (Maiden & R. Baker) Kosterm.
- Abarema nipensis (Britton) Barneby & J.W.Grimes
- Abarema obovalis (A.Rich.) Barneby & J.W.Grimes
- Abarema obovata (Benth.) Barneby & J.W.Grimes
- Abarema oppositifolia (Urb.) Barneby & J.W.Grimes
- Abarema oxyphyllidia Barneby & J.W.Grimes
- Abarema piresii Barneby & J.W.Grimes
- Abarema racemiflora (Donn.Sm.) Barneby & J.W.Grimes
- Abarema ricoae Barneby & J.W.Grimes
- Abarema turbinata (Benth.) Barneby & J.W.Grimes
- Abarema villifera (Ducke) Barneby & J.W.Grimes
- Abarema zollerana (Standl. & Steyerm.) Barneby